# Kusmi Tea
Kusmi Tea es una marca de té, con sede en París, Francia. Originalmente fundada en 1867 por Pavel Kousmichoff en San Petersburgo, Rusia, la marca se trasladó a París, con el inicio de la Revolución rusa, en 1917. La marca es en la actualidad propiedad de Groupe Orientis.
Kusmi Tea es la marca líder en el mercado de té de lujo en Francia.

## Historia
El fundador de Kusmi Tea, Pavel Kousmichoff (que da nombre a la marca) abandonó el hogar familiar con 14 años a trabajar con un comerciante de té en San Petersburgo, Rusia. Kousmichoff trabajó con él hasta su matrimonio en 1867, cuando Kousmichoff recibió una pequeña casa de té del comerciante.
Bajo la dirección de Kousmichoff, el negocio prosperó y creció en popularidad, y hacia 1880 era el té favorito de la nobleza rusa. En 1901, la empresa amplió su negocio con una cadena de unas 10 casas de té. En 1907, Kousmichoff el hijo de Vyacheslav abrió una tienda en el n.º 11 de Queen Victoria Street, Londres. En 1908, tras la muerte de su padre, Vyacheslav tomó las riendas de la empresa familiar.
El negocio siguió prosperando bajo Vyacheslav, y en 1917, tras el estallido de la Revolución rusa, el negocio había crecido hasta abarcar una cadena de 51 casas de té en la mayoría de las principales ciudades de Rusia. Con el estallido de la revolución, la familia Kousmichoff huyó a Francia, abriendo una tienda en el n.º 75 de la Avenida Niel, de París, que sigue existiendo en la actualidad. En este punto, los Kouminoff acortaron el nombre a "Kusmi Tea".
En 2003, la empresa fue comprada por el Grupo Orientis.
La empresa opera actualmente 80 tiendas, incluyendo 60 en Francia, mientras que el té se distribuye en 35 países.